# Muhammad az-Zaruq Radschab
Muhammad az-Zaruq Radschab oder Muhammad Zarouk Rajab (محمد الزروق رجب, DMG Muḥammad az-Zarūq Raǧab; * 7. März 1940) war Staatsoberhaupt und Premierminister von Libyen.
Radschab war Generalsekretär des Allgemeinen Volkskongresses vom 7. Januar 1981 bis zum 15. Februar 1984 de jure Staatsoberhaupt von Libyen. Anschließend war er vom 16. Februar 1984 bis zum 3. März 1986 noch Premierminister von Libyen. Zuvor war er von 1972 bis 1976 Finanzminister des Landes gewesen.